# Johann Georg Ziesenis
Johann Georg Ziesenis (1716, Copenhague - 4 de marzo de 1776, Hannover) fue un retratista germano-danés.

## Vida
Su padre, Johan Jürgen Ziesenis, era un pintor de Hannover al que se le concedió la ciudadanía danesa en Copenhague en 1709 y entre cuyas obras se encuentra un Bautismo de Cristo de 1739 para la iglesia de la guarnición de Copenhague. Tras recibir lecciones de dibujo de su padre, Johann vivió en Düsseldorf, donde se formó y pintó varios retratos de la familia real. En 1764 se convirtió en pintor de la corte de Hannover y en 1766 el rey danés le concedió 400 coronas "para viajes y otros gastos". En 1768 estuvo en los Países Bajos, donde realizó retratos de Guillermo V, su esposa y su familia. También trabajó para las cortes de Brunswick y Berlín, y sus hijas, la señora Lampe (Maria Elisabeth) y Margaretha, también fueron pintoras.
Johann Georg Ziesenis realizó a lo largo de su vida unos 260 retratos y otros cuadros y bocetos, entre ellos los del príncipe heredero Federico (1767, actualmente en Fredensborg), Federico II y Carlota de Mecklemburgo-Strelitz (futura esposa de Jorge III del Reino Unido). En 1764, a sus sesenta años, pintó un retrato de Hans Egede.

## Retratos selectos

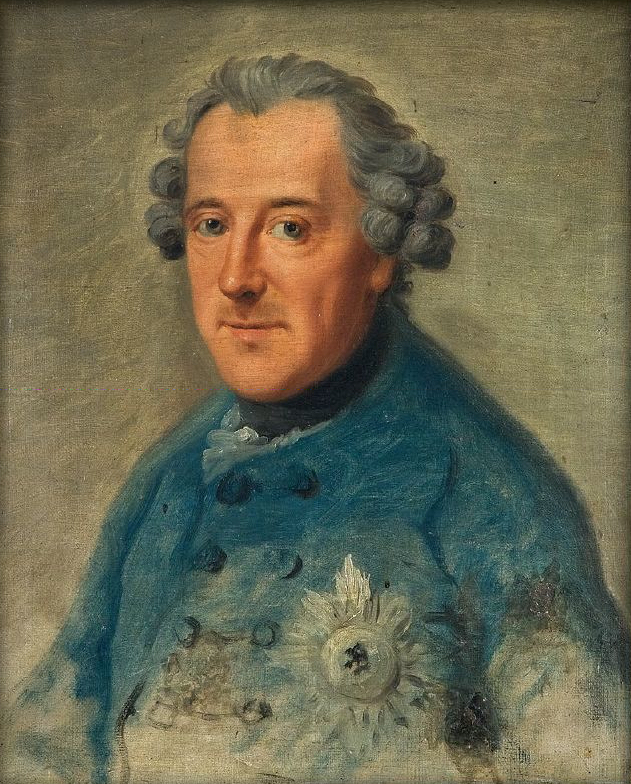
Frederick II de Prusia
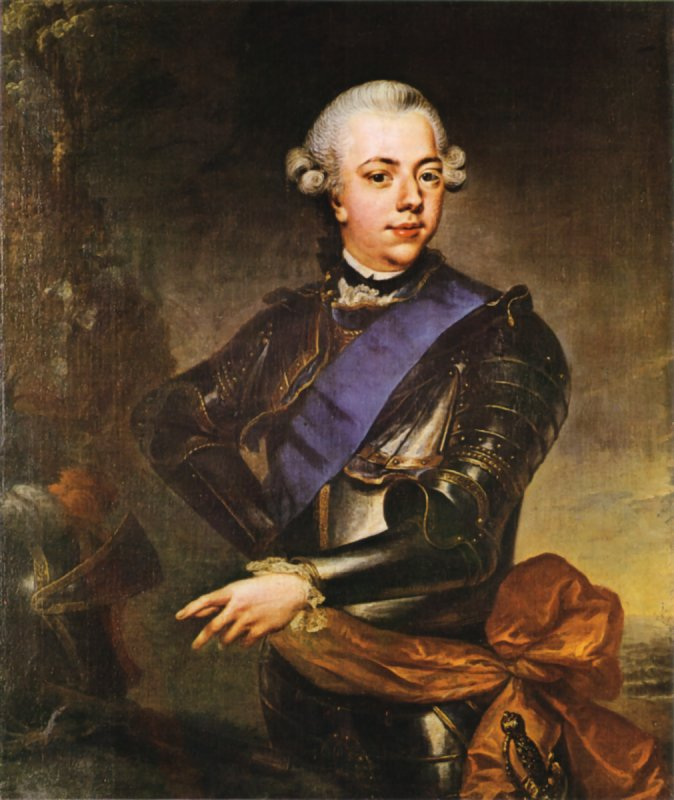
Guillermo V de Orange-Nassau
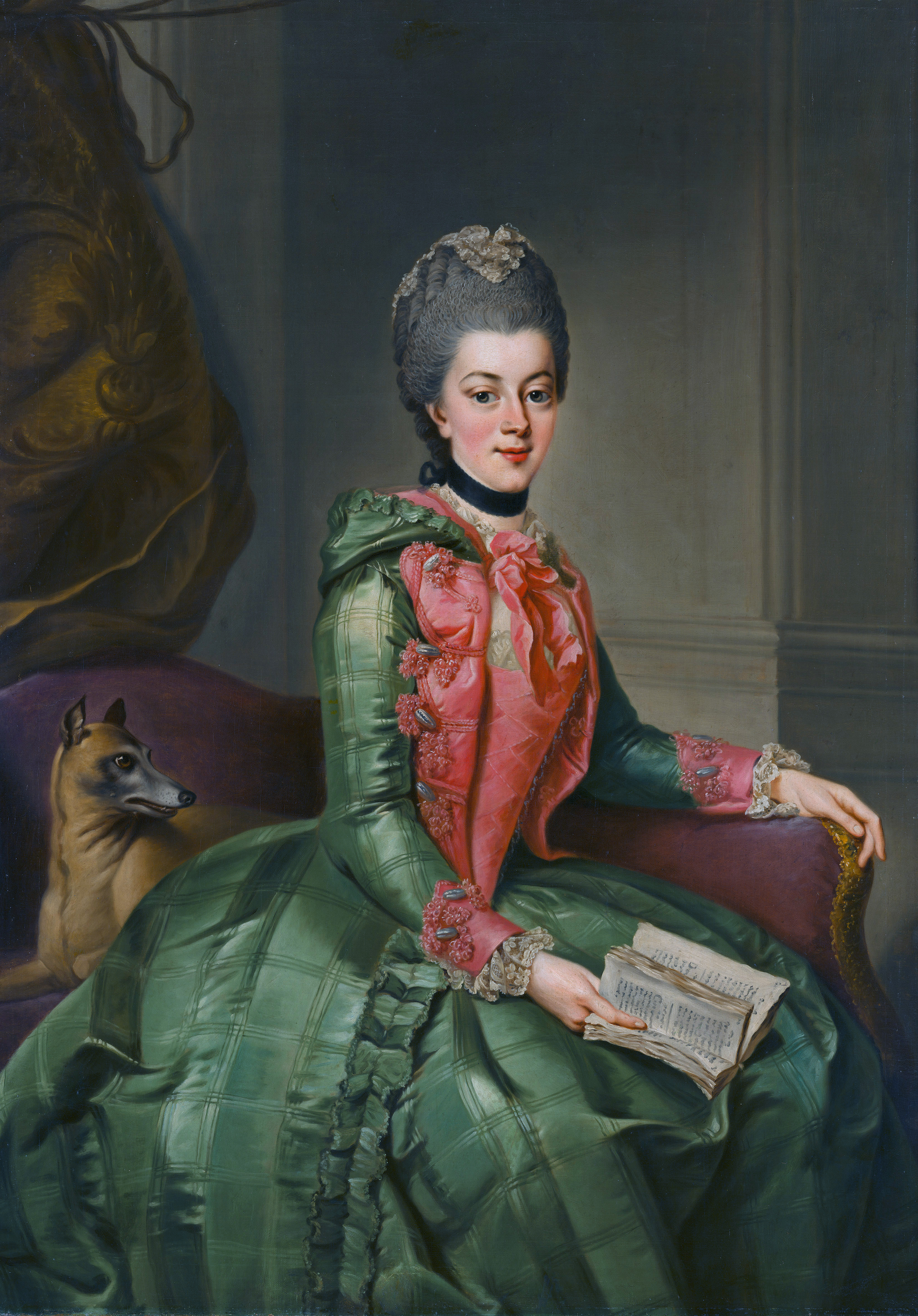
Federica Guillermina de Prusia
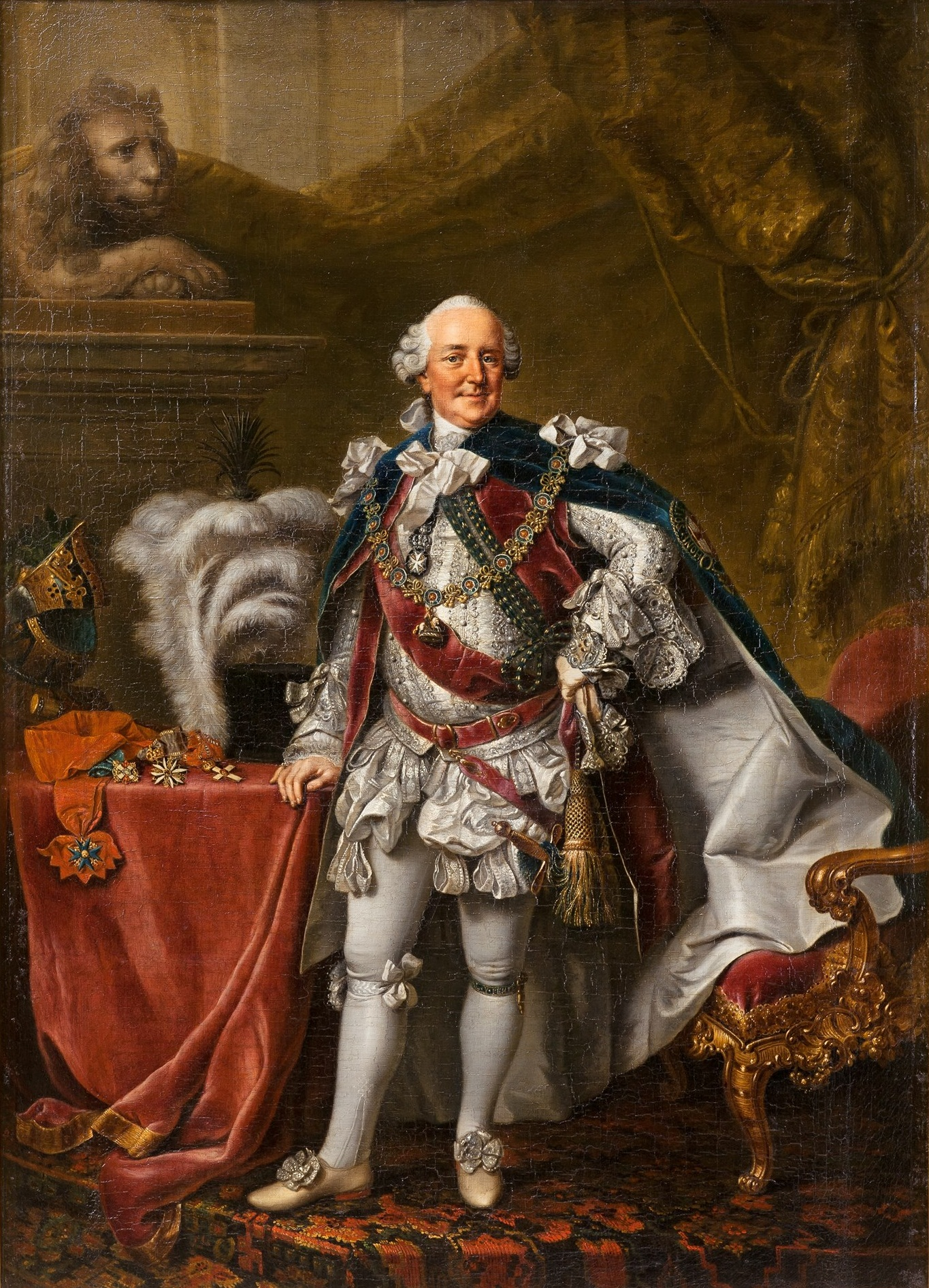
Carlos Guillermo Fernando de Brunswick